# The Scarlet Claw
The Scarlet Claw is een Amerikaanse film uit 1944, gebaseerd op het personage Sherlock Holmes. De film werd geregisseerd door Roy William Neill. Het is de achtste van de Sherlock Holmes-films met Basil Rathbone als Holmes en Nigel Bruce als Dr. Watson.
De film bevat een aantal elementen uit het verhaal De hond van de Baskervilles, maar heeft voor de rest een origineel verhaal. Volgens critici en fans is dit de beste van de 12 Sherlock Holmes-films uitgebracht door Universal.

## Verhaal
Holmes en Watson zijn in Canada, alwaar ze een conferentie over occultisme bijwonen. Ook aanwezig is Lord Penrose. Hij ontvangt bericht dat zijn vrouw, Lady Penrose, vermoord is in het dorpje La Mort Rouge. Holmes en Watson staan op het punt terug te keren naar Engeland, wanneer ze een telegram ontvangen dat is geschreven door Lady Penrose, vlak voor haar dood. Hierin vraagt ze de twee om hulp daar ze vreest voor haar leven.
Holmes en Watson reizen af naar het plaatsje. De bevolking is ervan overtuigd dat de moord is gepleegd door een bovennatuurlijk monster, dat de velden rond het dorp onveilig zou maken. Het "monster" wordt niet veel later gezien door Watson, die het omschrijft als "een bal die alle kanten op vuur spuwt". Holmes is echter sceptisch over dit verhaal.
Wanneer Holmes het lichaam van Lady Penrose onderzoekt, ontdekt hij dat de vrouw in werkelijkheid actrice Lillian Gentry is. Zij was betrokken bij een moordzaak een paar jaar terug, waarbij acteur Alistair Ramson een andere acteur, die net als hij verliefd was op haar, vermoordde. Ramson zou volgens verhalen gestorven zijn in de gevangenis, maar Holmes gelooft dat hij is ontsnapt en nu onder een schuilnaam leeft.
Holmes richt zijn aandacht op rechter Brisson, een andere inwoner van het dorpje die verbonden is met deze moordzaak. Hij was de rechter die Ramson destijds veroordeelde. Brisson wordt niet veel later vermoord, en Holmes ontdekt dat Ramson inderdaad de dader is. Hij volgt Ramson naar diens schuilplaats, alwaar hij hem plannen hoort smeden voor een derde moord. Door toedoen van Watson merkt Ramson de aanwezigheid van Holmes op, en kan ontsnappen.
Holmes ontdekt dat Journet, een lokale herbergier die ooit als bewaker werkte in de gevangenis waar Ramson zijn straf uitzat, het derde slachtoffer is. Journet weet dit zelf blijkbaar ook, en duikt onder. Wanneer Ramson hem niet kan vinden, doodt hij Journets dochter, Marie. Holmes beraamt ondertussen met Journet een plan om Ramson in een hinderlaag te lokken.
Holmes en Watson maken bekend terug te zullen keren naar Engeland, en Journet komt uit zijn schuilplaats. Hij vertelt aan iedereen dat hij naar de kerk zal gaan om te bidden voor Marie. Ramson valt een man waarvan hij denkt dat het Journet is aan terwijl die op weg is naar de kerk, maar de man blijkt in werkelijkheid de vermomde Holmes te zijn. Er ontstaat een worsteling. Ramson kan zich losrukken en vlucht, maar wordt door Journet gedood met zijn eigen wapen.

## Cast
| Acteur         | Personage            |
| -------------- | -------------------- |
| Basil Rathbone | Sherlock Holmes      |
| Nigel Bruce    | John H. Watson       |
| Gerald Hamer   | Alistair Ramson      |
| Paul Cavanagh  | Lord William Penrose |
| Arthur Hohl    | Emile Journet        |
| Kay Harding    | Marie Journet        |
| Miles Mander   | Rechter Brisson      |
| David Clyde    | Sgt. Thompson        |
| Ian Wolfe      | Drake                |
| Victoria Horne | Nora                 |

## Achtergrond
Helemaal aan het eind van de film gebruikt Holmes een citaat van Winston Churchill. Aan het eind van dit citaat zwelt de muziek aan en valt het stemgeluid weg, maar men ziet dat Rathbone nog een paar woorden zegt. Aan de lipbewegingen is af te leiden dat hij "God bless him" zegt.